# スコット・ケリー
スコット・ケリー（Scott Joseph Kelly、1964年2月21日 - ）はアメリカ海軍の軍人、アメリカ航空宇宙局の宇宙飛行士。双子の兄弟のマーク・E・ケリーもNASAの宇宙飛行士である。

## 来歴
ニュージャージー州オレンジで父リチャードと母パトリシアの間に生まれ、ウエストオレンジ近郊で育った。ケリーは、ADHDやADDが正式に認められる数年前に生まれたが、「もし私がいまの子供だったら、ADDまたはADHDと診断されていただろう」と、インタビューで語っている。自らの著書(Endurance : a year in space, a lifetime of discovery)でも、「私はひどい学生だった」「常に窓をじっと見たり、時計を見たりして、授業が終わるのを待っていた」「非行少年のようだった」と、告白している。
ケリーとマークは1982年にウエストオレンジのマウンテン高校を卒業した。ケリーは高校時代、ニュージャージー州オレンジとジャージーシティで救急医療技術者（EMT）として働いていた。高校を卒業後、メリーランド大学カレッジパーク校に入学。大学一年生の時にトム・ウルフのザ・ライト・スタッフを読み、「これが自分のやりたいことだ」と感じ宇宙飛行士を目指して勉強に励むようになる。ケリーはマークが在籍していた米国海軍学校（United States Merchant Marine Academy）への転校を試みたが、成績が悪かったため却下された。一年後、ケリーはニューヨーク州立大学のマリタイム・カレッジ（SUNY Maritime）に転校し、海軍予備役将校訓練課程（NROTC）に進んだ。このプログラムにおいてケリーは訓練船、エンパイアステートVに乗ってマヨルカ、ハンブルク、ロンドンを航行し、大学の海軍ROTC部隊の学生大隊指揮官を務めた。1987年に電子工学の学士号を取得して卒業。1996年にはテネシー大学で航空システムの修士号を取得した。
ジョージア州アトランタ出身のレスリー・ヤンデルと結婚し、2人の子供サマンサとシャルロッテがいる。ケリーとレスリーは、2010年に離婚した。2018年7月、ケリーはNASAの広報官（Amiko Kauderer）と再婚した。趣味はランニングとウエイトリフティングである。

## 海軍でのキャリア
1987年に大学を卒業後、アメリカ海軍の少尉に任命される。ペンサコーラ海軍航空基地で飛行訓練を修了し、1989年7月にテキサス州ビービルのチェースフィールド海軍航空基地の海軍航空士に配属された。
その後、バージニア州のオーシアナ海軍航空基地の第101戦闘部隊でF-14の訓練を行った。この訓練を終えると、彼は第143戦闘部隊に配属され、北太平洋、地中海、紅海、ペルシア湾等、航空母艦ドワイト・D・アイゼンハワーで世界中に展開した。
1993年1月にメリーランド州パタクセント・リバーの海軍テストパイロット学校の学生に選ばれ、1994年6月に訓練を終えた。卒業後、パタクセント・リバー海軍航空基地のテストパイロットとなり、F-14、F/A-18、C-130等に乗った。スコット・ケリーは、F-14のデジタル飛行制御システムの実験を行った初めての飛行士で、急降下や急上昇の試験を行った。
スコット・ケリーは30種類以上の飛行機で3000時間以上の飛行経験を持ち、250回以上の着陸を行った。

## NASAでのキャリア
スコット・ケリーは1996年4月にNASAに選ばれ、1996年8月からジョンソン宇宙センターで訓練を始めた。訓練を終えると、彼はシステム/オペレーションの仕事に携わった。1999年のSTS-103でパイロットとして191時間の宇宙飛行を経験した。その後は、ロシアのスターシティでNASAのオペレーションディレクターを務めた。第5次長期滞在ではバックアップを務めた。ISSの組立てミッションであるSTS-118では機長を務めた。STS-118は2007年8月8日6:36 EDTにケネディ宇宙センターから打ち上げられ、2007年8月21日に帰還した。
彼は第25次長期滞在、第26次長期滞在の乗組員として、2010年10月にソユーズTMA-01Mで再びISSを訪れ、2011年3月まで滞在した。マーク・ケリーは双子であり、2011年2月末に予定していたSTS-134ミッション(マークがシャトルの船長として搭乗)時にはISS上で2人が揃うことになっていたが、その前のSTS-133の打上げ延期の影響でSTS-134の打上げが4月19日以降(実際は5月16日)に延期となったため、この機会はなくなった。ISSの船長を務めたスコットが搭乗したソユーズTMA-01Mは、2011年3月16日に帰還した。

### ISSでの1年間の長期滞在
スコット・ケリーは、ロシアのミハイル・コルニエンコと共に、2015年3月から1年間のISS長期滞在を行う予定。これまでISSでの長期滞在は6ヶ月間で交代していたが、1年間もの滞在を行うのは初めて。このミッションは1年間の滞在の間に、微少重力環境下での様々な医学データを集める事により、将来の月周辺での活動や、小惑星、さらには有人火星探査に対するリスク軽減や対応策を検討するのに役立てられる。
1回の飛行で宇宙に1年以上の滞在を行うのは、ミールでのValery Polyakov(437日17h58m)、Sergei Avdeyev(380日)、Vladimir TitovとMusa Manarov(365日)に次いで5,6人目になる。
双子の1人であるスコット・ケリーが1年間のISS滞在を行うことになったため、宇宙飛行士を引退したマーク・ケリーと共同で、双子の体の変化の違いを詳しく調べることにより貴重なデータが得られることから、飛行前後と飛行中に、定期的な間隔で2人の血液サンプルを採取し比較を行う医学実験を行うことになった。これらのデータから、将来の月周辺での活動や、小惑星、さらには有人火星探査に対するリスク軽減や対応策を検討するのに役立てられると期待されている。実験はスコットが2016年4月1日に引退した後も続けられる。